# Rezoluce Rady bezpečnosti OSN č. 418
Rezoluce Rady bezpečnosti OSN č. 418, kterou Rada bezpečnosti OSN schválila jednomyslně 4. listopadu 1977, uvalovala povinné vojenské embargo proti Jihoafrické republice, kde vládl apartheidní režim. Lišila se o předchozí rezoluce č. 282, která byla svým charakterem nezávazná. Embargo bylo následně zpřísněno a rozšířeno rezolucí č. 591. Zrušeno bylo po demokratických volbách v roce 1994 rezolucí č. 919.

## Vliv
Uvalení embarga mělo přímý dopad v následujících bodech:
- Francie na poslední chvíli zrušila prodej fregat třídy D'Estienne d'Orves a ponorek třídy Agosta.[3]
- Část objednaných izraelských raketových člunů třídy Sa'ar 4 musela být v tajnosti postavena v Jihoafrické republice.[4]
- Nemožnost zakoupení moderních stíhacích letadel, které by narušily vzdušnou nadvládu kubánských MiGů-23 v jihoafrické pohraniční válce.[5]
- Růst jihoafrického vojenského průmyslu.
- Ukončení amerických dodávek obohaceného uranu pro jihoafrický výzkumný jaderný reaktor Safari.[6]